# Operation Mars (Film)
Operation Mars (Originaltitel: Approaching the Unknown) ist ein US-amerikanischer Science-Fiction-Film aus dem Jahr 2016 mit Mark Strong und Luke Wilson. Die Regie führte Mark Elijah Rosenberg.

## Handlung
Der Biologe William D. Stanaforth hat einen Apparat entwickelt, mit dem er aus herkömmlicher Erde Wasser und Sauerstoff erzeugen kann. Er wurde von der NASA ausgewählt, als erster Astronaut zum Mars zu fliegen. Die Reise soll 270 Tage dauern. Eine Rückkehr ist nicht vorgesehen: Auf dem Planeten wurde zuvor von einer unbemannten Mission Ausrüstung bereitgestellt. Zusammen mit seiner Apparatur soll er die Grundlage für eine spätere Besiedlung des Planeten vorbereiten.
Zunächst verläuft die Reise problemlos. Allerdings treten nach und nach zahlreiche technische Probleme auf. Der Apparat versagt und es gelingt Stanaforth nicht, ihn dauerhaft zu reparieren. Dieses Versagen sowie die Einsamkeit machen ihm so schwer zu schaffen, dass er an Suizid denkt. Zunächst kann er diese Probleme verbergen. Als der Capsule Communicator davon erfährt, wird ihm befohlen, die Reise abzubrechen und zur Erde zurückzukehren.
Stanaforth ignoriert diesen Befehl und schafft es schließlich unter großen Anstrengungen dennoch, den Mars zu erreichen. In der letzten Einstellung steht er auf der Oberfläche des Planeten und sagt: „Nothing has ever lived here. Nothing has even died here. Maybe I'll live forever.“ (Hier hat noch nie etwas gelebt. Nichts ist hier gestorben. Vielleicht werde ich ewig leben.).

## Produktion
Der Film wurde im Hudson Valley im US-Bundesstaat New York gedreht. Ursprünglich sollte er den Titel Ad Inexplorata (Zum Unerforschten) tragen. Rosenberg hatte das Skript bereits im Jahr 2011 im Screenwriter Lab des Sundance Institut entwickelt. Die Uraufführung fand am 3. Juni 2016 in den USA statt, die TV-Premiere am 27. Januar 2017. Am 5. Juli 2017 wurde der Film auf DVD veröffentlicht und am 27. Juli 2019 erstmals im Fernsehen gezeigt.

## Rezeption
Der Filmdienst lobt den Film als ein „nachdenkliches Weltraum-Kammerspiel“, der seine „philosophische Ambitionen“ jedoch nicht immer überzeugend umsetzen könne. Dennoch hebe er sich durch seinen „Ernst und seine Zurückhaltung wohltuend von US-amerikanischen Effektspektakeln ab.“ Die Redaktion der Zeitschrift cinema sieht zwar Anleihen im Film 2001: Odyssee im Weltraum, bemängelt jedoch die „visionäre Wucht seiner Vorbilder“. Sie kommt zu dem Fazit: „Dieser Flug hebt niemals wirklich ab“.